# 486-os busz
A 486-os jelzésű regionális autóbusz a budapesti agglomerációban, a budapesti Stadion autóbusz-pályaudvar és Szentlőrinckáta, autóbusz-forduló között közlekedik. A viszonylatot a MÁV Személyszállítási Zrt. üzemelteti.

## Története
2016. október 2-áig 2304-es jelzéssel közlekedett.
2020. augusztus 1-jétől jelentősen ritkítva, és a Stadion autóbusz-pályaudvar helyett a Népligetből közlekedik. A járatok többségét csak Tápiószecső és Szentlőrinckáta között indítják el 487-es jelzéssel, csatlakozást biztosítva a budapesti vonatokhoz. 2020. szeptember 28-ától ismét korábbi útvonalán jár.

## Megállóhelyei
Az átszállási kapcsolatok között a Budapest és Tápiószecső között azonos útvonalon közlekedő 485-ös busz és a Tápiószecső és Szentlőrinckáta között azonos útvonalon közlekedő 487-es busz nincsen feltüntetve.
| 0                             | Budapest, Stadion autóbusz-pályaudvar végállomás | 86 | 92 | 1, 1A 73, 75, 77, 80 95, 130, 195 396, 397, 398, 399, 400, 402, 410, 412, 414, 422, 424, 430, 432, 435, 436, 437, 438, 439, 440, 441, 442 1020, 1021, 1024, 1031, 1034, 1037, 1039, 1040, 1044, 1045, 1046, 1049, 1050, 1052, 1053, 1054, 1060, 1063, 1066, 1067, 1068, 1069, 1070, 1075, 1076, 1077, 1078 |
| 9                             | Budapest, Örs vezér tere                         | 77 | 83 | 3, 62, 62A 80, 81, 82, 82A 10, 31, 32, 44, 45, 67, 85, 85E, 97E, 131, 144, 161, 161A, 161E, 168E, 169E, 174, 176E, 231, 244, 276E, 277 410, 419, 430, 440, 441, 484, 505, 508, 509, 510 1040, 1049, 1070, 1075, 1077, 1078                                                                                 |
| 22                            | Budapest, Rákoskeresztúr városközpont            | 64 | 70 | 46, 97E, 98, 161, 161A, 161E, 162, 169E, 195, 198, 202E, 262 484, 504, 505, 506, 508, 509, 510 1070, 1075 |
| Budapest közigazgatási határa |                                                  |    |    | |
| 33                            | Maglód, SPAR                                     | 53 | 59 | 509, 510 1070 |
| 40                            | Mende, községháza                                | 46 | 52 | 1070, 1075 |
| 47                            | Sülysáp, Fő út 55.                               | 39 | 45 | 1070, 1075 |
| 50                            | Tápiószecső, Magdolnatelep                       | 36 | 42 | 493, 494 1070, 1075 |
| 52                            | Tápiószecső, Vásártér                            | 34 | 40 | 493, 494 1070, 1075 |
| 54                            | Tápiószecső, községháza                          | ∫  | 38 | 493, 494, 496 1070, 1075 |
| 60                            | Tápiószecső, vasútállomás                        | ∫  | 35 | 493, 494, 495, 496, 497 S60 G60 Z60 |
| 63                            | Tápiószecső, községháza                          | 32 | 32 | 493, 494, 496 1070, 1075 |
| 75                            | Tóalmás, szeszfőzde                              | 20 | 20 | 491, 492, 496 |
| 76                            | Tóalmás, Kossuth utca                            | 19 | 19 | 491, 492, 496 |
| 77                            | Tóalmás, Rákóczi út                              | 18 | 18 | 491, 492, 496 |
| 78                            | Tóalmás, posta                                   | 17 | 17 | 440, 491, 492, 496 |
| 79                            | Tóalmás, Árpád utca                              | 16 | 16 | 440, 491, 492, 496 |
| 80                            | Tóalmás, újtelep                                 | 15 | 15 | 440, 491, 492, 496 |
| 90                            | Szentlőrinckáta, bejárati út                     | 5  | 5  | 502, 503 1070, 1075 |
| 92                            | Szentlőrinckáta, Virág utca                      | 3  | 3  | 502, 503 |
| 94                            | Szentlőrinckáta, posta                           | 1  | 1  | 502, 503 |
| 95                            | Szentlőrinckáta, autóbusz-forduló végállomás     | 0  | 0  | 502, 503 |